# Maracatu
 (décembre 2021).
 (décembre 2021).
- Si vous ne connaissez pas le sujet, laissez ce bandeau (vous pouvez alors contacter les auteurs).
- Si vous supprimez le contenu mis en cause (vous pouvez préalablement contacter les auteurs),

argumentez précisément cette suppression dans la page de discussion
(un manque de référence n'est pas un argument ; une recherche réelle de référence doit avoir été effectuée, être formellement documentée).
Le maracatu est le nom d'un cortège de carnaval et d'un genre musical brésiliens, pratiqué depuis le début de la colonisation dans l'État du Pernambouc et plus généralement la région Nord-Est. Il est hérité de l'histoire des esclaves et des cérémonies de couronnement de rois et de reines du Congo, des Créoles ou des Angolas, en référence aux royaumes africains tels que celui du Kongo.
Il existe deux types de maracatu, en fonction de leur histoire et du baque ou rythme :
- Le maracatu nação ou maracatu de baque virado (syncopé), né à Recife, dans la région métropolitaine dans laquelle il est très présent, est le plus ancien rythme afro-brésilien. La nação (nation) d'un maracatu fait initialement référence à une ethnie africaine d'origine ;
- Le maracatu rural ou maracatu de baque solto (simple), avec des influences indigènes, est caractéristique de la Zona da Mata, notamment de la ville de Nazaré da Mata (nord du Pernambouc)[1],[2].

## Histoire
Le maracatu tire son origine des couronnements de rois et de reines du Congo, dont l'un est attesté à Recife le 10 septembre 1666, puis des couronnements de rois et de reines des Créoles ou des Angolas. Ce sont ces cortèges royaux, dont le rituel et les costumes sont restés marqués par ceux de cette époque, même s'ils n'ont cessé d'évoluer depuis. La plus ancienne mention d'un maracatu nação date de 1711, mais il peut avoir été fondé antérieurement.
L'un des plus anciens maracatus modernes est le maracatu Elefante, fondé le 15 novembre 1800 à Recife par l'esclave Manuel Santiago, après sa dissidence du maracatu Brilhante. Le choix de l'éléphant comme nom et symbole de l'association s'explique par le fait que cet animal est protégé par Oxalá, un orisha associé à la création du monde et de l'espèce humaine.
L'une des particularités du maracatu Elefante est la présence de trois calungas (poupées sacrées) au lieu de deux comme dans les autres maracatus :  ce sont Dona Leopoldina, Dom Luís et Dona Emília, qui représentent respectivement les orishas Iansã, Xangô et Oxum. Tout maracatu est en effet lié à un terreiro de candomblé (culte révérant les orishas) dont il est une émanation profane. Une autre caractéristique de la nação Elefante est qu'elle a été la première à être dirigée par une matriarche, les maracatus ayant toujours été dirigés auparavant par une figure masculine. Sa reine Dona Santa (1877-1962), la plus célèbre des reines de maracatu, jouissait d'un grand prestige à Recife.
Né à Recife et répandu dans tout le Nordeste, aux fortes traditions afro-brésiliennes, le maracatu (notamment de baque virado) s'est ensuite diffusé dans tout le Brésil, puis dans beaucoup d'autres pays, mais il y est le plus souvent réduit à un orchestre de percussions. Il fait aujourd'hui l'objet de rencontres internationales dont la septième édition, après Cologne en 2012, et Limerick en 2014, s'est tenue à Paris en 2016.

## Le cortège

### Maracatu nação

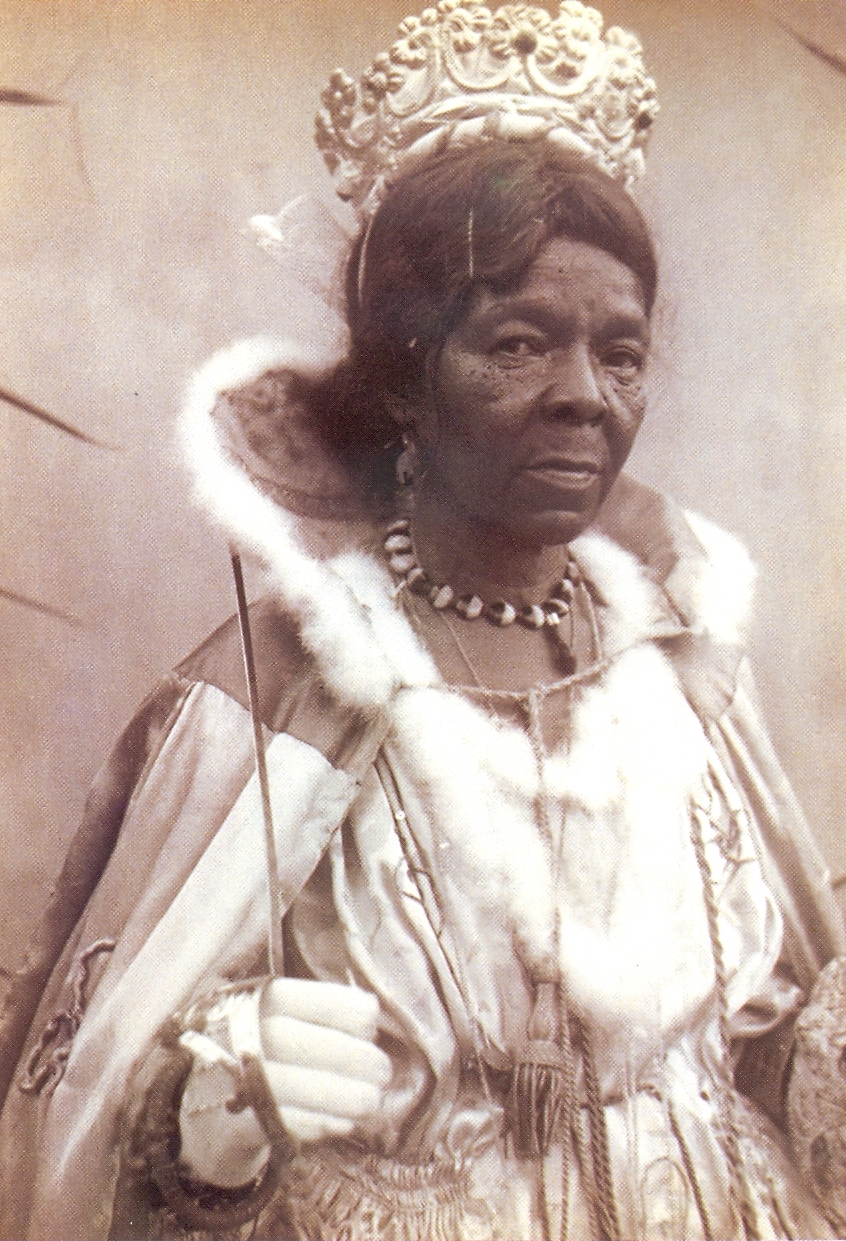
Dona Santa, reine du maracatu Elefante, vers 1935.

Le maracatu de baque virado est constitué en nations, parmi lesquelles :
- Nação Elefante
- Nação do Leão Coroado (Nation du lion couronné)
- Nação Cambinda Estrela
- Nação Porto Rico
- Nação Encanto do Alegria
- Nação Estrela Brilhante do Recife
- Nação Estrela Brilhante de Igarassu

Le groupe parade, chacun étant habillé de costumes colorés traditionnels, et accompagne le roi et la reine du maracatu, qui symbolisent les rois et reines d'Afrique, voire des personnes sages et influentes de la société brésilienne. Une élection théoriquement annuelle détermine qui dans le bloco en sera le roi et la reine pour le défilé du carnaval.
Le défilé est précédé d'une escorte portant généralement une bannière et une ou plusieurs figures, comme le lion couronné pour Nação do Leão Coroado, et deux ou trois poupées sacrées appelées calungas, portées par les damas do paço (dames du palais). Un parasol aux couleurs de la nação suit le couple royal pour le protéger. Des ailes de baianas (bahianaises) l'entourent. Chaque membre de l'escorte a un rôle précis dans la parade, et défile selon des pas chorégraphiés. L'orchestre, qui se trouvait traditionnellement à la fin du cortège, le précède aujourd'hui.

On peut notamment assister à des défilés de maracatu nação à l'occasion des carnavals de Recife et d'Olinda. Outre leurs propres défilés, ils s'y retrouvent le Lundi gras, où les tambours font silence à minuit, lors de la Nuit des tambours silencieux.

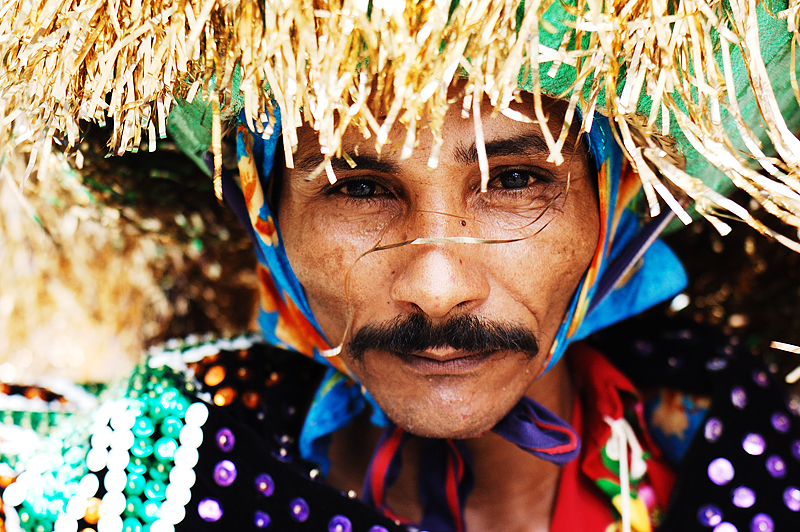
Danseur de maracatu rural (2007)

### Maracatu rural
Les fêtes du maracatu rural enfièvrent chaque année la Zona da Mata, dans l'État du Pernambuco. Pour la population locale, les caboclos, ces réjouissances représentent l'occasion de nier leur misère sous des déguisements éphémères. Le maracatu est une combinaison de musique rythmique avec les danses en costumes, les chants et le défilé lors du carnaval. Coiffés de perruques colorées et brandissant des lances enrubannées, les participants du maracatu rural traversent en cortège les champs de canne a sucre, de plantation en plantation. Musiques et danses durent trois jours et trois nuits. Chacun dort où il peut, y compris à la belle étoile. Dans le maracatu rural, il y a également une figure d'indien, vêtu d'un costume dont le dos est tapissé de cloches recouvertes d'une pelisse, avec des coiffes de plumes et tenant des lances ou des matraques.

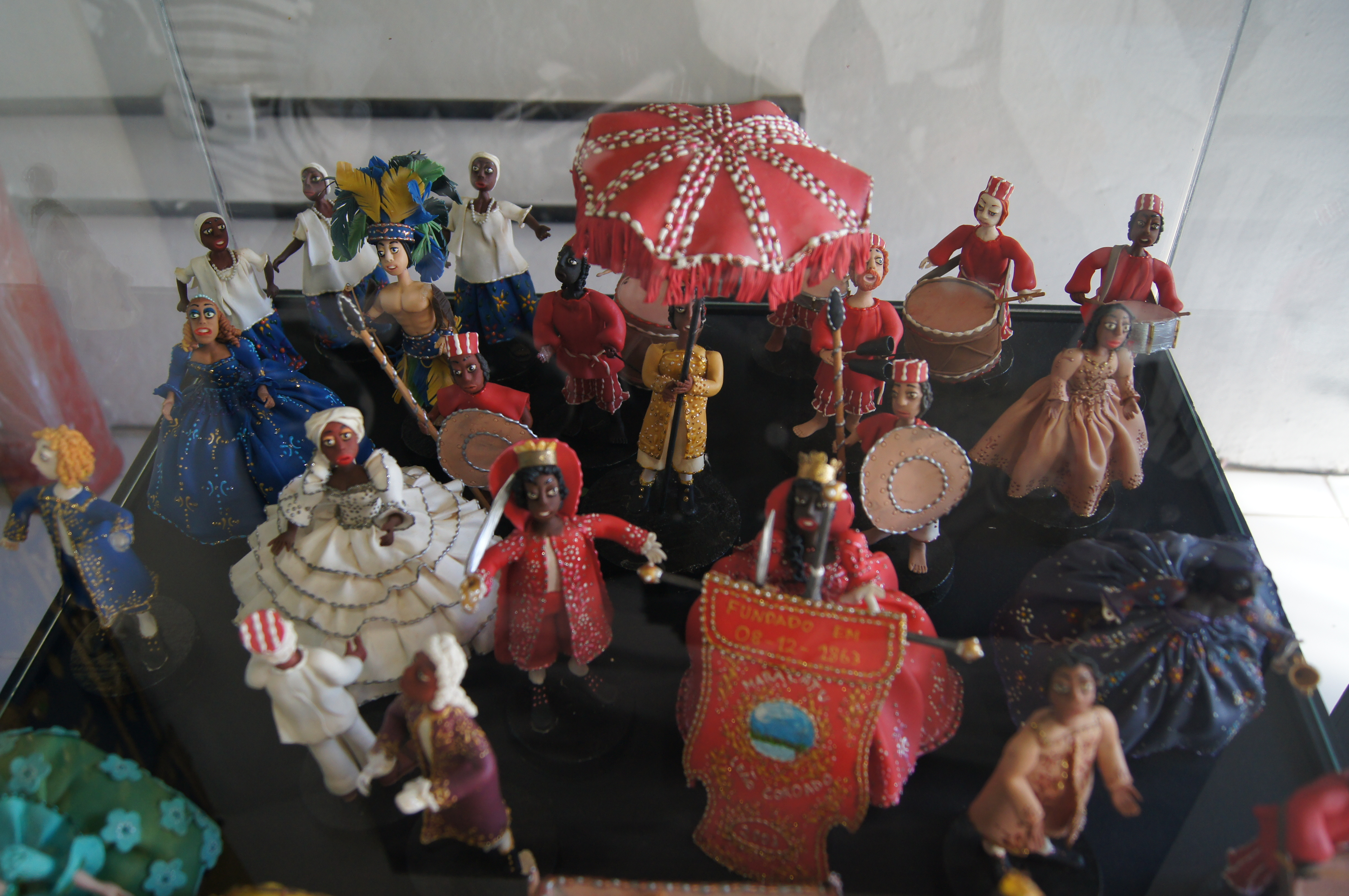
Représentation d'un maracatu nação en céramique de Caruaru (Pernambouc, 2014)

Au rythme des percussions, les métis caboclos évoquent la terre ancestrale d'Afrique. Sous leur crinière de lion en fibres synthétiques et pointant leur lance comme jadis leurs ancêtres, guerriers déportés d'Angola ou du Congo, des danseurs se plaisent à impressionner le public. Autrefois, ils n'hésitaient pas à se battre contre des groupes rivaux, parfois même jusqu'à la mort.

## Forme musicale
L'orchestre du maracatu est composé exclusivement de percussions : alfaia, gonguê, caixa, mineiro et abê, et d'un coryphée (qui peut être ou non le mestre — chef d'orchestre — du maracatu) auquel répond l'orchestre en chœur .
Traditionnellement, les femmes jouaient et ne pouvaient jouer que des abês, mais on voit maintenant nombre de femmes parmi les tambourinaires, et même au moins un maracatu féminin, Ventos de Ouro à Salvador.
Dans le maracatu de baque virado, les tambours jouent des baques qui font partie de l'identité de chaque nation.
Le gonguê joue différentes phrases en fonction de la nation de maracatu, par exemple pour la nation Porto Rico, la phrase se caractérise par les notes graves qui marquent le temps et les notes aigües sont sur les contretemps (1er, 2e et 4e temps) et sur la 1re et 4e double croche (3e temps).
La caisse claire accompagne le tout en assurant un continuum sonore dont le premier temps et les contretemps des temps suivants sont un peu plus marqués, soit par des coups un peu plus appuyés, soit par des petits roulements.
Dans le maracatu de baque solto, la partie rythmique est jouée en 4/4, où le premier temps est marqué par les tambours (alfaias). Les trois temps suivants sont généralement éludés, les tambours battant alors la deuxième double croche ou le contretemps.

## Filmographie
- 2010 : La Terre des Maracatus, documentaire de Philippe Coudrin Hibou Production
- 2016 : Maracatu Sagrado, documentaire de Tiago Melo
- 2018 : Aougue Nazaré, fiction de Tiago Melo